# Te lo agradezco, pero no
Singles par Shakira
Illegal
(2006) Las de la Intuición
(2007)
Singles par Alejandro Sanz
A la Primera Persona
(2006) Enséñame Tus Manos
(2007)
Pistes de El tren de los momentos
A La Primera Persona
(1) Donde Convergemos
(4)
Te lo agradezco, pero no est le deuxième single de l'album  d'Alejandro Sanz : El tren de los momentos. Le titre est un duo entre Alejandro Sanz et Shakira.
C'est le deuxième duo entre les deux artistes qui ont en effet collaboré sur le single  La Tortura qui a servi au lancement de l'album de Shakira : Fijación Oral Vol.1.

## Vidéo
Le clip de ce  single a été tourné en 2006 à New York et a été réalisé par Jaume De Laiguana. 
On y voit Shakira et Alejandro dans une rue de Brooklyn sous un pont, exécutant quelques pas de danse. C'est d'ailleurs quelque chose d'inhabituel pour Alejandro Sanz qui ne danse dans aucun de ses clips.
La vidéo officielle sur YouTube compte aujourd'hui plus de 1,2 million de vues.